# Деспо, Жан
Жан Деспо (фр. Jean Sylvain Despeaux; 22 октября 1915, Париж, Франция — 25 мая 1989, Ларгентье, Департамент Ардеш, Франция) — французский боксёр, чемпион Олимпийских игр в Берлине 1936 года в среднем весе.

## Спортивная карьера
Принял участие в Олимпийских играх в Берлине (1936), где завоевал золотую медаль.

В среднем весе в турнире участвовало 19 человек. Допускалось участие одного представителя от каждой страны.
 
В олимпийском финале против сильного норвежского боксера Генри Тиллера Деспо продемонстрировал разнообразие в технике, умело избегал мощных ударов норвежца и вёл бой преимущественно на дальней дистанции. Высокая скорость французского боксера стала решающим фактором, позволившим ему одержать победу.
Результаты на Олимпийских играх 1936 (вес до 72,57 кг):

В первом круге был свободен

Победил Хуана Брегальяно (Уругвай) по очкам

Победил Йозефа Хрубеша (Чехословакия) по очкам

Победил Рауля Вильяреаля (Аргентина) по очкам

Победил Генри Тиллера (Норвегия) по очкам
С 1938 года начал выступать в профессиональном боксе, продолжал выступать во время немецкой оккупации Франции. В период с 1941 по 1944 год дважды становился чемпионом Франции в среднем весе. Боксировал до 1947 года, в том числе против таких известных боксеров как Марсель Сердан и Лоран Дотиль, проиграв, однако, им обоим.

## Интересные факты
- В период с 1942 по 1949 год снялся в нескольких художественных фильмах.
- Во французском художественном фильме 1982 года «Ас из асов» показаны персонажи — члены сборной Франции по боксу 1936 года, в том числе Жан Деспо и Роже Мишело.